# 페로두아

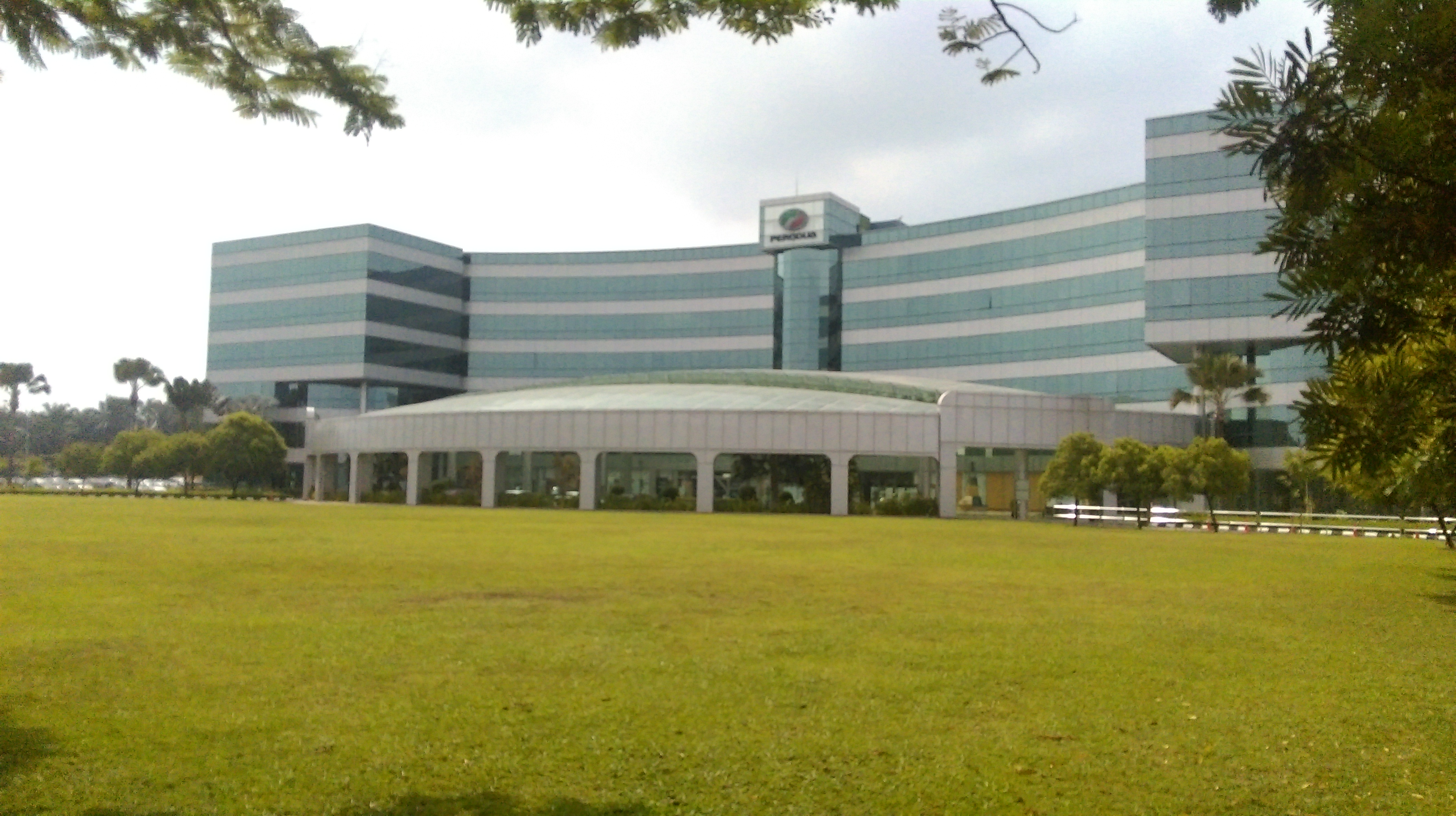
라왕에 위치한 페로두아 사무소

페로두아(Perodua, Perusahaan Otomobil Kedua Sendirian Berhad)는 말레이시아 최대의 자동차 제조사이다. 프로톤사가 그 뒤를 잇고 있다.
1992년 설립되어 최초의 차 페로두아 캔실을 1994년 8월 출시하였다. 페로두아의 설립 프로젝트가 기밀에 부쳐졌을 당시 'M2'라는 코드명이 사용되었다. 처음에 페로두아는 주로 미니카와 슈퍼미니를 생산했으며 프로톤과 동일한 시장 모델을 보유하지 않았다. 그러나 근래에 대상 시장 분야가 특히 슈퍼컴팩트 부문에서 프로톤과 겹치기 시작했다. 페로두아 마이비는 프로톤 사비와 경쟁하며 현재는 프로톤 이리즈와 경쟁한다.
2004년, 페로두아는 말레이시아의 판매를 위해 라왕의 공장에서 토요타 아반자의 조립을 시작했다.